# Луи Рьоне Едуар дьо Роан
Кардинал Дьо Роан, по рождение Луи Рьоне Едуар, принц Дьо Роан (на френски: Louis-René-Édouard, prince de Rohan; * 25 септември 1734, Париж, Франция; † 17 февруари 1803, Етенхайм, Маркграфство Баден), е френски аристократ, политик и прелат – епископ на Страсбург, кардинал на Римокатолическата църква и френски посланик във Виена през 1772 г. Във Франция името му е замесено в прословутата афера с диаманнтената огърлица, поради която е затворен в Бастилията, а по-късно и прогонен от Париж. През 1789 г. е избран за депутат от съсловието на духовниците в Генералните щати, а след това и в Националното събрание, където строго се противопоставя на унищожаването на привилегиите на аристокрацията. През 1790 г. емигрира във владенията си в Германия.

## Живот
Луи Рьоне е роден в Париж на 25 септември 1735 г. и е член на аристократичната фамилия Дьо Роан, чиито мъжки представители носят аристократичната титла принц и заемат поста епископ на Страсбург от 1703 г. Още от дете Луи Рьоне е подготвян да заеме епископската катедра на Страсбург – през 1760 е назначен за помощник на чичо си Луи Константин, епископ на Страсбург (1759 – 1779), и е ръкоположен за епископ на Канопус, Египет. Вместо на църковните си задължения Луи Рьоне отдава предпочитанията си на изтънчения живот във френската столица и планира кариера в политиката. През 1761 получава място във Френската академия.
Принц Дьо Роан се включва във френската политика на страната на антиавстрийската партия във френския кралски двор, която се противопоставя на Френско-австрийския алианс. По това време начело на тази партия стои херцог Д'Егион, който през 1771 г. изпраща принц Дьо Роан със специална посланическа мисия във Виена, където Луи Рьоне трябва да разбере плановете на Австрия около предстоящата подялба на Полша. Дьо Роан пристига във Виена на 22 януари 1772 г., където вдига шум със своите пищни благотворителни вечеринки. Във Виена Луи Рьоне си спечелва отрицателното отношение на императрица Мария-Терезия не само поради опитите си да се меси в австрийската политика, но и поради непристойните слухове, които разпространява за дъщеря ѝ Мария-Антоанета.
След смъртта на Луи XV през 1774 г. кардинал Дьо Роан е отзован от Виена и получава хладно посрещане в Париж, където е ненавиждан от новата френска кралица. Силното политическо влияние на семейство Дьо Роан обаче прави отстраняването на принц Дьо Роан от кралския двор невъзможно – през 1777 г. Дьо Роан е назначен за велик елимозинерий, а през 1778 г. става и абат на Сен Васт. Същата година е избран за кардинал по предложение на полския крал Станислав Понятовски. На следващата 1779 г. кардинал Дьо Роан наследява поста на чичо си и става следващ епископ на Страсбург. Този висок пост не успява да откъсне кардинала от Париж, където той живее и работи през по-голямата част от времето. Въпреки тези успехи кардиналът се чувства неудовлетворен и търси начин да спечели благоволението на Мария-Антоанета.
Кардиналът става жертва на хитрата измама, организирана от графиня Дьо Ламот. Дьо Ламот и хората ѝ успяват да убедят лековерния кардинал, че кралицата оценява добрите му намерение и желае чрез него да се сдобие с изключително скъпо бижу – диамантената огърлица, изработена някога от кралските бижутери за любовницата на Луи XV. Кардиналът повярвал на измамата и поръчва огърлицата от името на кралицата, като предплатил част от двата милиона ливри за огърлието и предал бижуто на измамниците. След изчезването на огърлицата, чиято цена не била изплатена на собствениците ѝ, измамата става обществено достояние. Тъй като в скандала е замесено името и на кралицата, скоро е организирано кралско разследване, което разплита нишките на измамата и арестува част от организаторите ѝ, включително и Дьо Ламот. След като дава обяснение пред краля, кардинал Дьо Роан е затворен в Бастилията и е съден от Парижкия парламент през 1786 г. заедно с другите участници в аферата. Парламентът обаче оправдава кардинала като невинна жертва на измамниците. Освободен от всичките си придворни длъжности, Дьо Роан е изгонен от Париж в абатството в Шез-Дьо. На следващата година кардиналът предприема пътуване из термалните курорти в Пиренеите, прекарвайки лятото и есента в Бареж.
Скоро кардинал Дьо Роан получава разрешение да се върне в Страсбург. През 1789 г. той е избран за представител в Генералните щати от духовенството в баяжите на Агено и Висенбург. Първоначално отказва да заеме мястото си в Генералните щати, но след конституирането им в Национално събрание, кардиналът заема мястото си в него. През 1791 г. кардинал Дьо Роан отказва да се закълне в Гражданския статут на духовенството и емигрира в Етерхайм – в германските части на своя диоцез. В Германия кардинал Дьо Роан похарчва остатъка от богатството си за подпомагане на бедните духовници в диоцеза си, които били принудени да емигрират от Франция след революцията. През 1801 г. Дьо Роан подава оставка като епископ на Страсбург и се завръща в Етерхайм, където умира на 17 февруари 1803 г.